# Monachisme bouddhique
 (décembre 2024).

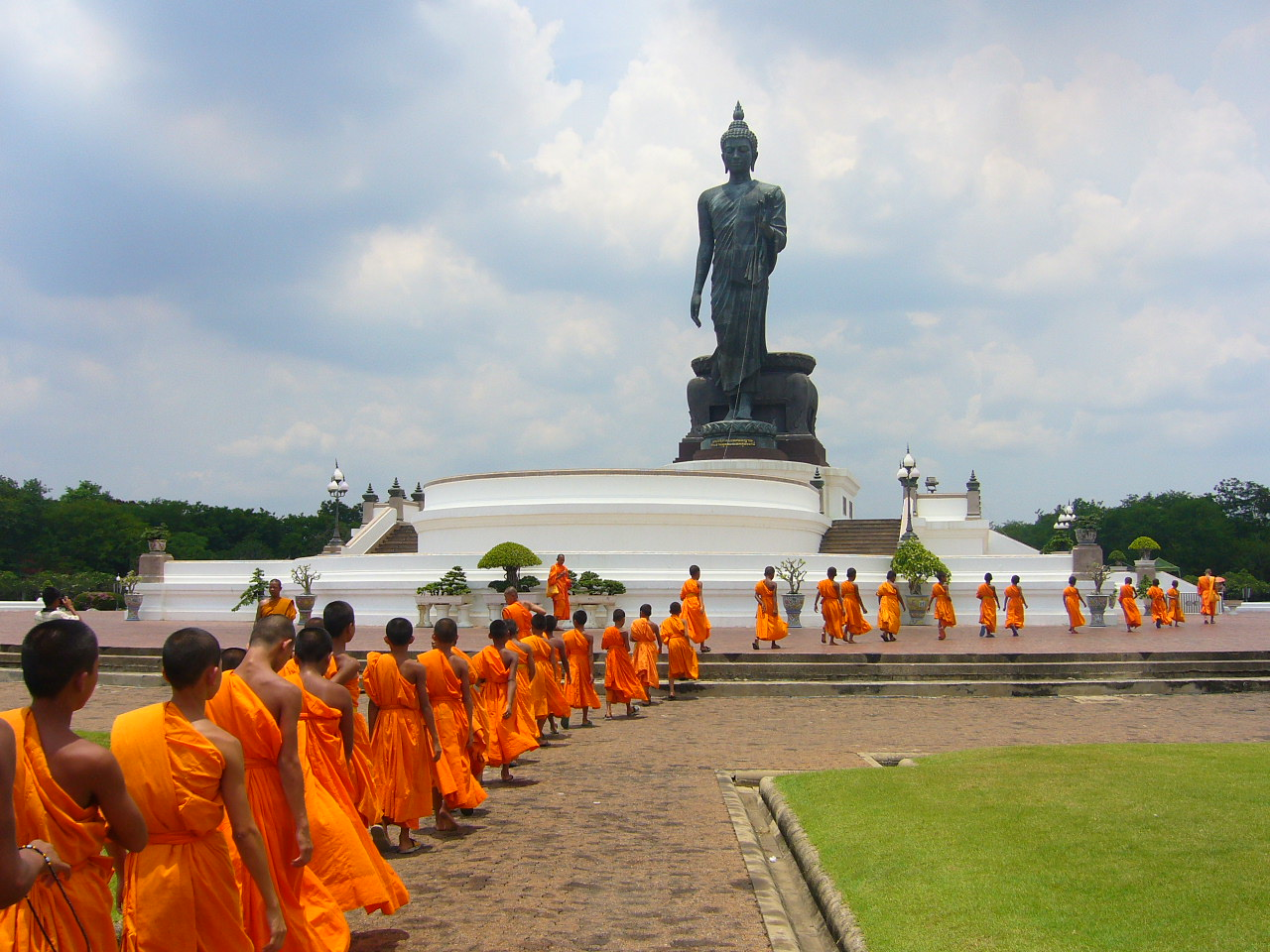
Bhikṣu en Thaïlande

Le monachisme bouddhiste regroupe des moines (bhikshu), littéralement et des nonnes (bhikshuni) qui appartiennent au sangha, la communauté monastique bouddhique. Du vivant du Bouddha déjà, cette communauté s'est établie dans des monastères.
Le monachisme a évolué avec le temps, et aussi en fonction des pays où le bouddhisme s'est implanté.

## Préceptes
Les moines bouddhistes observent les Préceptes définissant une vie de renoncement et de simplicité. Le terme de bhiksu n'a pas vraiment d’équivalent en français. « Moine » n'est donc qu'une approximation mais en français il est source d'erreur car il suppose des vœux perpétuels.
Dans la continuité de la communauté monastique originelle, la communauté Theravâda demeure un ordre de charité. Les bhikkhu sont totalement dépendants de la générosité continue des laïcs pour leur subsistance, les laïcs offrant les « quatre nécessités » (nissaya ou paccaya sannissita), les objets essentiels à la vie du moine, comprenant : les vêtements monastiques (chivara ou tichivara), le bol à aumônes (patta) permettant de recevoir la nourriture, le logement (senasana) et les remèdes (bhesajja).
Les moines et les nonnes bouddhistes ne sont pas des mendiants au sens classique du terme. Un code de conduite strict régit la tournée du moine pour réunir sa nourriture (pindapata). Par exemple, il n’est pas autorisé à faire du bruit, crier ou chanter pour attirer l’attention des gens. Il marche silencieusement, et, dans le cas des moines méditants, ayant présent à l’esprit le sujet de méditation, et accepte tout ce qui lui est offert, l’important n’étant pas ce qui est offert mais l’attitude d’esprit au moment du don. Le moine doit être satisfait de tout ce qui lui est donné, considérant la nourriture comme médicament permettant à la continuité esprit/corps de se maintenir.
Ces règles, parmi d’autres tout aussi fondamentales, furent instaurées par le Bouddha pour, entre autres raisons, créer un lien d’interdépendance empêchant la communauté de s’isoler de la société, comme cela fut le cas dans de nombreuses traditions monastiques, en Orient comme en Occident.
Les enseignements du Bouddha s'adressent à tous. La décision de rester laïc ou de devenir moine, ou nonne, ne dépend en fait que du choix personnel du pratiquant bouddhiste, et des circonstances dans lesquelles il se trouve. Le bénéfice que chaque catégorie retire de l’autre est mutuel : le laïc offre les vêtements, la nourriture, le logement et les remèdes au moine, et cela lui permet de subsister. En Thaïlande, par exemple, on peut assister à l’offrande de la nourriture vers six ou sept heures tous les matins, mais les vêtements, le logement et les remèdes sont offerts à d’autres occasions. De leur côté les moines et les nonnes, donnent quelque chose de plus précieux au laïc : l’Enseignement (Dhamma) tel qu’ils l’ont étudié, pratiqué et compris. Ainsi les laïcs bouddhistes peuvent-ils facilement trouver conseil et aide dans un monastère auprès d’un des maîtres présents, ou peut-être d’un fils, d’un oncle ou de tout autre parent qui pratique soit de façon permanente, soit temporairement, en tant que novice, moine ou nonne. De cette façon, un équilibre est maintenu, chaque groupe offrant à l’autre ce qui lui est nécessaire pour vivre.

## Entrée dans la vie monastique
Les moines et les novices possèdent des ensembles de règles pour les guider dans leur vie, règles résumées dans un ouvrage, le Patimokkha, comprenant les 227 règles fondamentales. Ce texte est récité les jours de pleine et de nouvelle lune (uposatha) en présence de tous les moines résidant à ce moment au monastère.
Ces règles, étant volontairement observées comme méthodes de discipline personnelle, peuvent être tout aussi volontairement abandonnées, lorsque par exemple un moine redevient novice ou retourne à la vie laïque. Car c’est une pratique courante parmi les laïcs  — du moins dans certains pays — que de passer un certain temps comme novice ou moine dans un monastère (cette dernière ordination n’étant conférée qu’à ceux qui ont plus de vingt ans). Généralement cela se passe lorsque les études sont terminées, avant de s’engager dans un métier, et pour une période de trois ou quatre mois, approximativement de juillet à octobre ou novembre. Cette période, pendant laquelle les moines doivent résider dans un monastère, est appelée la « retraite de la saison des pluies » (vassa). Elle est consacrée à l’étude ou à la pratique de la méditation de façon plus intensive. Lorsque cette retraite est terminée, les moines peuvent se rendre dans d’autres monastères ou dans la forêt, selon leur désir, à moins qu’ils ne soient encore des « nouveaux » moines sous la responsabilité de leur Maître.
Dans l’Ordre bouddhiste, les moines ne doivent ni posséder d’argent ni avoir un contrôle sur celui-ci, et ainsi observent-ils la « pauvreté » dans le sens du monachisme chrétien. En tant que moines ils doivent s’abstenir de toute sorte de rapport sexuel, et donc observer la « chasteté ». Mais ils ne sont pas soumis à la règle de l’« obéissance » complète, bien qu’ils aient des obligations en tant que disciples d’un Maître, règles que tout bon moine suit strictement. Lorsque après au moins cinq ans ils possèdent savoir et expérience et une bonne connaissance de leurs règles, ils sont libres de voyager où bon leur semble, à la recherche de maîtres de valeur ou pour pratiquer dans la solitude.
Parmi les nombreux préceptes du Code du moine il en existe quatre pour l’infraction desquels il est expulsé de l’Ordre sans jamais avoir la possibilité de redevenir moine dans cette vie. Ces quatre règles sont : 
1. ne jamais avoir de relation sexuelle ;
2. ne jamais tuer délibérément un être humain ou ordonner à d’autres de tuer ;
3. ne jamais prendre ce qui ne lui appartient pas avec l’intention de le posséder ;
4. ne jamais se prévaloir indûment de tout accomplissement spirituel (le moine est excusé s’il est malade mental, orgueilleux ou manque de sérieux).

Les véritables possessions du moine sont très réduites, et il doit considérer tout autre objet comme un prêt que lui fait l’Ordre. Il n’a que huit biens indispensables :
1. vêtement (genre de toge) du dessus à double épaisseur, pour la saison froide ou porté lors d’occasions formelles (sanghati) ;
2. vêtement du dessus à simple épaisseur (uttarasanga) ;
3. vêtement monastique utilisé comme sous-vêtement, enroulé autour de la taille (antaravasaka) ;
4. une ceinture pour le vêtement de dessous (kayabandhana) ;
5. un bol pour recueillir sa nourriture (patta) ;
6. un rasoir (vasi) ;
7. une aiguille (nécessaire à couture) pour réparer ses vêtements (suchi) ;
8. un filtre à eau, pour ôter les êtres vivants de son eau afin que ni lui ni eux ne soient blessés (parissavana).

Le moine peut également utiliser une étoffe couvrant le thorax et découvrant l’épaule gauche (añsa), une pièce de tissu rectangulaire pour s’asseoir (nisidana), et quelques autres pièces de tissu à usage divers.
Ses devoirs sont difficiles à remplir. Il doit s’efforcer d’acquérir un vaste savoir et une profonde compréhension de tout ce que son maître, le Bouddha, a enseigné. Il doit pratiquer l’enseignement, observer la vertu, renforcer la vigilance et développer la sagesse. Il comprendra alors les Enseignements du Bouddha selon ce qu’il en aura pratiqué. Et enfin, en fonction de ses capacités et de ses inclinations, il pourra enseigner, soit par son propre exemple, soit en prêchant ou encore en écrivant des livres.
Les vœux perpétuels n’existent pas dans le bouddhisme, en respect du principe de non-permanence et de la liberté individuelle de choix. Si le processus d’ordination est complexe, dans ses conditions exigées et son déroulement, le retour à l’état laïc est une formalité relativement simple. Il est possible de quitter la Communauté monastique et d’y revenir à tout moment, certains effectuant cet aller-retour plusieurs fois, ce qui ne traduit pas spécialement un état d’esprit positif. Dans les pays d’obédience Theravada la population monastique est très élevée en raison des nombreuses ordinations temporaires ou « de circonstance » ; néanmoins les Maîtres de valeur ne confèrent pas l’ordination majeure à la légère, l’engagement dans la voie du bhikkhu nécessitant des conditions rigoureuses.

## Les nonnes
Bien que largement moins développée que la Communauté des moines (essentiellement pour des raisons sociales et historiques), la Communauté des nonnes existe. À l’époque du Bouddha, de nombreuses nonnes étaient parvenues à des états élevés de réalisation (lire à ce sujet les Therigāthā - Stances des Anciennes dans la Communauté - dans le canon pali). La tradition fait de Mahaprajapati Gautami, tante et mère adoptive du Bouddha, la fondatrice de l'Ordre des bhikhunis. Toujours selon la tradition, le Bouddha se serait fait quelque peu tirer l'oreille, mais aurait fini par reconnaître, pressé par son second Ananda, l'égalité des sexes sur le plan spirituel. Huit règles les soumettant à l'autorité de leurs homologues masculins leur furent néanmoins imposées, et Ananda se serait fait reprocher lors du premier concile bouddhique son intervention en faveur des femmes, qui ne faisait apparemment pas l'unanimité. Au fur et à mesure de la structuration du vinaya et du patimokkha (règles monastiques), les communautés féminines se virent imposer une centaine de règles de plus que les communautés masculines.
En Inde, après un départ prometteur, les nonnes bouddhiques avaient pratiquement disparu au début de l'ère chrétienne ; la tradition des femmes ascètes s'est par contre maintenue jusqu'à nos jours les courants de l'hindouisme (shaktisme principalement) et du jaïnisme, y compris le jaïnisme des moines nus digambara (les nonnes jaïnes, dans cette branche, font une ascèse, mais vêtues de blanc, afin de pouvoir se réincarner en homme et devenir moine jaïn digambara, tandis le jaïnisme shvetambara considère que même une nonne femme peut atteindre le nirvana ; les statues antiques de la Tirthankara Mallinath semblent indiquer que la nudité monastique était une réalité pour les nonnes jaïnes, comme pour les yoginîs shivaïtes lingayat par exemple, puisque des statues de la prophétesse jaïne Mallinath la représentant nue et avec une longue tresse, ont été retrouvées). Bien que les premières moniales aient été ordonnées directement par le Bouddha, dès que leur nombre fut suffisant, il fut décidé que les nouvelles bonzesses devaient tout d'abord être ordonnées par des femmes ayant plusieurs années d'expérience de vie monastique avant de faire confirmer leur ordination par des moines. Cette règle, appliquée strictement, a empêché l'apparition d'authentiques moniales dans de nombreuses régions où seuls des moines (et non des moniales) se sont rendus : Tibet, Japon, Asie du Sud-Est (hormis Sri Lanka et les zones d'influence chinoise).
Du fait de l'attitude plus souple de son clergé qui admet le plus souvent l'ordination par des hommes seuls si nécessaire, le monde chinois est l'aire bouddhique où l'ordre des nonnes a connu et connaît encore le plus grand développement ; c'est du moins vrai à Taïwan, où la politique anti-religieuse du PCC n'a pas eu d'effet. Les lignées chinoises se sont implantées également en Corée et au Vietnam. Au Japon et dans le bouddhisme himalayen, les communautés féminines existent depuis longtemps, mais sont composées de femmes ayant prononcé des vœux de novice, l'ordination totale étant considérée comme impossible en l'absence d'une lignée ininterrompue de moniales depuis Gautama. Quelques moniales vajrayana ordonnées par des Chinoises sont apparues récemment, mais ce sont toutes des Occidentales.
Dans les pays Theravada, l'ordre des bhikhunis ne s'était implanté qu'à Sri Lanka d'où il a disparu aux alentours du XIe siècle à la suite d'une période de guerres. Sa renaissance ou sa création, souhaitée par de nombreuses bouddhistes contemporaines, rencontre une certaine résistance. Outre le conservatisme d'une grande partie du clergé, il faut compter avec le contrôle que les États exercent sur l'institution monastique ; l'ordination des femmes doit ainsi être approuvée par le gouvernement qui souvent s'y refuse. Beaucoup de « nonnes » theravada sont en fait des laïques qui ont décidé de vivre une vie ascétique en suivant certains préceptes, mais ne disposent pas d'une vraie règle monastique. Néanmoins, l'ordre des bhikhunis, encore très modeste, a été recréé récemment au Myanmar et à Sri Lanka.

## Le monachisme de Shaolin
Le monastère Shaolin se trouve à l'intersection des montagnes saintes au cœur de la Chine. La qualité des moines du kung-fu Shaolin repose sur l'exercice perpétuel, la modération en tout, l'esprit paisible, ainsi que l'obéissance aux règles de la politesse et de la convenance.

### Les religieuses du couvent Shaolin
Le couvent des femmes se trouve dans le temple Chu Zu (au Henan). Il est isolé au sommet d'un pic que l'on atteint par un long escalier, et à des kilomètres du monastère Shaolin. Les religieuses pratiquent en plus du kung-fu Shaolin, le zen (leur motivation venant parfois d'une grande déception, cette pratique vise à trouver la paix intérieure, aider les autres, se libérer du cycle des réincarnations), et la médecine traditionnelle chinoise, dont les massages et l'utilisation des herbes médicinales. Leur journée commence à 3h30.
Au couvent vivent une vingtaine de femmes, dont (en 2009) l'abbesse Shi Yon Mei. Il est possible d'y rester trois à quatre ans avant de se décider à passer sa vie. Pour être admise il faut être en bonne santé, avoir moins de 25 ans, mais au minimum la majorité ou la permission parentale, et avoir suivi une école bouddhiste (demandée par l'État, pour son évolution), enseignement qui peut se rattraper au couvent.